# 브라티슬라바 노면전차

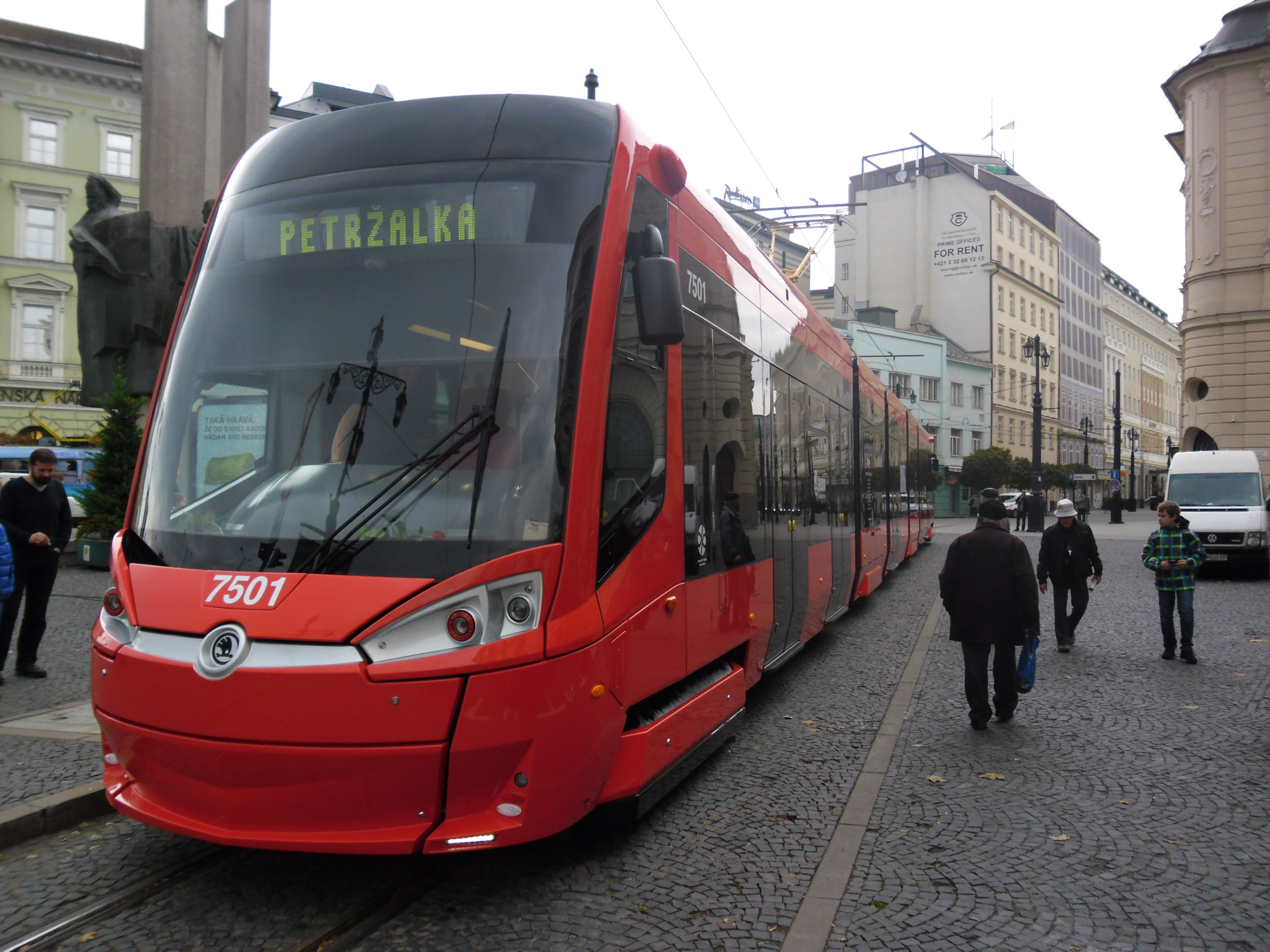
브라티슬라바 노면전차

브라티슬라바 노면전차(슬로바키아어: Električková doprava v Bratislave)는 슬로바키아 브라티슬라바에서 운영되고 있는 노면전차 시스템이다. 노면전차는 1895년 시스템이 개통된 이래로 전기로 구동되었다. 브라티슬라바에는 말이 끄는 트램이나 증기로 구동되는 트램이 없었다. 슬로바키아의 두 도시 트램 시스템 중 하나이며 다른 시스템은 코시체의 코시체 노면전차다. 211대의 트램 차량으로 구성되어 있으며 트램은 약 42km(26마일)의 트랙에 걸쳐 5개 노선에서 운행된다.